# Ramona Bachmann
Ramona Bachmann, född 25 december 1990 i Malters, Luzern, är en schweizisk fotbollsspelare som spelar för Paris Saint-Germain.

## Klubbkarriär
Ramona Bachmann började sin proffskarriär i schweiziska SC Luwin men gick efter endast en säsong, som sextonåring, till Umeå IK. Redan som 18-åring jämfördes hon med Marta och hon var under sin tid i Sverige ordinarie i startelvan i Umeå IK, som vann Svenska cupen 2007 och SM-guld 2007 och 2008, men förlorade finalen i Uefa Women's Champions League både 2007 och 2008. Under säsongen 2009/2010 spelade Bachmann i Atlanta Beat, WPS.
År 2011 gjorde Bachmann comeback i Umeå IK, men gick sedan till FC Rosengård som vann SM-guld 2013 och 2014. Nästa anhalt blev tyska VfL Wolfsburg där hon 2016 blev tysk cupmästare men var med om att förlora finalen i Champions League mot Lyon innan hon 2017 värvades till Chelsea LFC som samma år vann engelska ligan.. Under hennes andra säsong i klubben vann Chelsea både ligan och FA Women's Cup-finalen, där Bachman gjorde de två första målen i 3–1-segern mot Arsenal.

## Landslagskarriär
Ramona Bachman representerade hemlandet Schweiz vid U20-världsmästerskapet i fotboll för damer både 2006 och 2010. Vid 2009 års U19-Europamästerskap nådde Schweiz semifinal, och Bachman utsågs till turneringens bästa spelare.
Bachman debuterade i landslaget år 2007, som 16-åring, i en match mot Sverige. Hon har därefter varit bofast i landslaget, som nådde 2015 års VM-slutspel i Kanada, där laget åkte ut i åttondelsfinal mot värdnationen.

## Utmärkelser
Ramona Bachmann blev utnämnd till bästa kvinnliga fotbollsspelare i Schweiz 2009 och tog även emot Guldbollen (Golden Ball) för bästa spelare i Uefas U-19-europamästerskap 2009. Åren 2011 och 2013 utsågs hon vid Fotbollsgalan både till årets allsvenska spelare och årets mittfältare.
Den 15 oktober 2012 gjorde hon ett uppmärksammat solomål i matchen mot AIK som senare blev nominerat till ett av årets mål.